# Danniel Thomas-Dodd
Danniel Thomas-Dodd (ur. 11 listopada 1992 w Westmoreland) – jamajska lekkoatletka specjalizująca się w pchnięciu kulą i rzucie dyskiem.
Szósta zawodniczka wśród dyskobolek podczas mistrzostw panamerykańskich juniorów (2011), natomiast trzy lata później uplasowała się na ósmej pozycji na igrzyskach Wspólnoty Narodów. Rok później zajęła piąte miejsce na igrzyskach panamerykańskich oraz uczestniczyła w seniorskim czempionacie w Pekinie. W 2016 roku wystartowała na igrzyskach olimpijskich w Rio de Janeiro, gdzie zajęła 25. miejsce w eliminacjach pchnięcia kulą i nie awansowała do finału. Czwarta kulomiotka londyńskich mistrzostw świata (2017) i wicemistrzyni globu z Dohy (2019).
Wielokrotna złota medalistka mistrzostw Jamajki. Stawała na podium mistrzostw NCAA.
Rekordy życiowe: pchnięcie kulą (stadion) – 19,77 (27 maja 2023, Los Angeles); pchnięcie kulą (hala) – 19,52 (26 kwietnia 2023, Des Moines); rzut dyskiem – 59,38 (10 maja 2014, Akron). Rezultaty zawodniczki w pchnięciu kulą są aktualnymi rekordami Jamajki.

## Osiągnięcia
| Rok  | Impreza                              | Miejsce        | Konkurencja    | Lokata            | Wynik |
| ---- | ------------------------------------ | -------------- | -------------- | ----------------- | ----- |
| 2011 | Mistrzostwa panamerykańskie juniorów | Miramar        | rzut dyskiem   | 6. miejsce        | 48,12 |
| 2014 | Igrzyska Wspólnoty Narodów           | Glasgow        | rzut dyskiem   | 8. miejsce        | 55,02 |
| 2015 | Igrzyska panamerykańskie             | Toronto        | pchnięcie kulą | 5. miejsce        | 17,76 |
| 2015 | Mistrzostwa świata                   | Pekin          | pchnięcie kulą | el. – 22. miejsce | 16,62 |
| 2016 | Igrzyska olimpijskie                 | Rio de Janeiro | pchnięcie kulą | el. – 25. miejsce | 16,99 |
| 2017 | Mistrzostwa świata                   | Londyn         | pchnięcie kulą | 4. miejsce        | 18,91 |
| 2018 | Halowe mistrzostwa świata            | Birmingham     | pchnięcie kulą | 2. miejsce        | 19,22 |
| 2018 | Igrzyska Wspólnoty Narodów           | Gold Coast     | pchnięcie kulą | 1. miejsce        | 19,36 |
| 2018 | Puchar interkontynentalny            | Ostrawa        | pchnięcie kulą | 6. miejsce        | 16,96 |
| 2019 | Igrzyska panamerykańskie             | Lima           | pchnięcie kulą | 1. miejsce        | 19,55 |
| 2019 | Mistrzostwa świata                   | Doha           | pchnięcie kulą | 2. miejsce        | 19,47 |
| 2021 | Igrzyska olimpijskie                 | Tokio          | pchnięcie kulą | el. – 13. miejsce | 18,37 |
| 2022 | Halowe mistrzostwa świata            | Belgrad        | pchnięcie kulą | 6. miejsce        | 19,12 |
| 2022 | Mistrzostwa świata                   | Eugene         | pchnięcie kulą | 10. miejsce       | 18,29 |
| 2022 | Igrzyska Wspólnoty Narodów           | Birmingham     | pchnięcie kulą | 2. miejsce        | 18,98 |
| 2023 | Mistrzostwa świata                   | Budapeszt      | pchnięcie kulą | 5. miejsce        | 19,59 |
| 2024 | Halowe mistrzostwa świata            | Glasgow        | pchnięcie kulą | 6. miejsce        | 19,12 |
| 2024 | Igrzyska olimpijskie                 | Paryż          | pchnięcie kulą | el. – 13. miejsce | 18,12 |